# Haliclona pedunculata
Haliclona pedunculata är en svampdjursart som först beskrevs av Ridley och Arthur Dendy 1886.  Haliclona pedunculata ingår i släktet Haliclona och familjen Chalinidae.
Artens utbredningsområde är Kerguelen. Inga underarter finns listade i Catalogue of Life.